# 15332 CERN
15332 CERN este o planetă minoră (asteroid) din centura de asteroizi. A fost descoperită pe 9 octombrie 1993 la Observatorul European Austral de Eric Walter Elst și a fost numită după CERN. 
Obiectul prezintă o orbită caracterizată de o semiaxă mare de 2,5516622 UAi, o excentricitate de 0,06, o înclinație de 7,03609 ° în raport cu ecliptica.